# Katharine Jefferts Schori

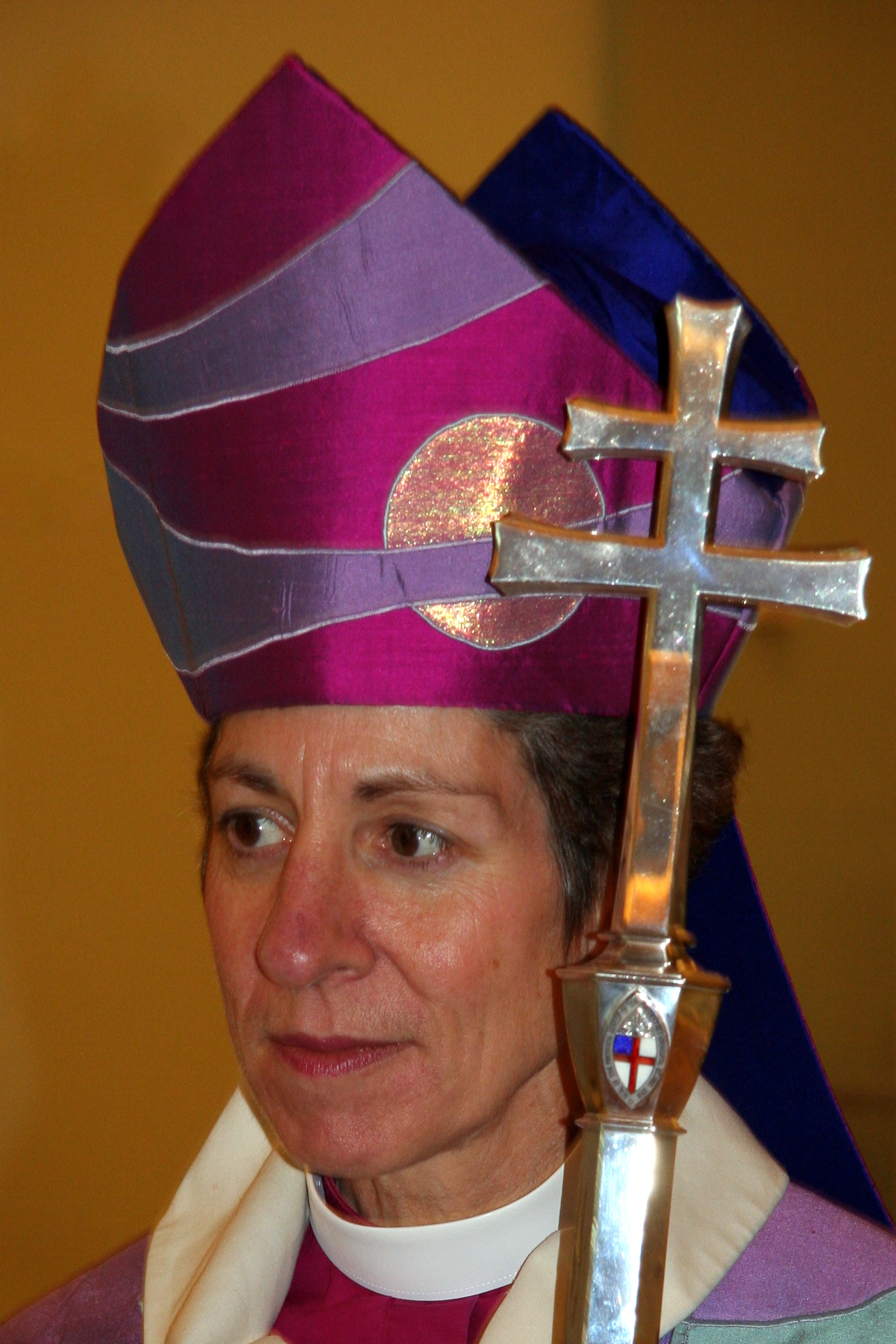
Katharine Jefferts Schori (2010)

Katharine Jefferts Schori, geborene Katharine Jefferts (* 26. März 1954 in Pensacola, Florida), ist eine US-amerikanische Geistliche. Sie war Presiding Bishop der Episkopalkirche der Vereinigten Staaten und Bischöfin der Diözese von Nevada. Sie ist die erste Frau, die als Primas in der Anglikanischen Kirchengemeinschaft diente.

## Leben
Nach ihrer Kindheit in New Jersey studierte Jefferts Schori Biologie an der Stanford University, wo sie 1974 den Grad des Bachelor of Science erwarb. Später erhielt sie von der Oregon State University einen Master of Science (1977) und einen Ph.D. (1983) in Ozeanografie. 1994 erhielt sie ein M.Div. und wurde zur Priesterin geweiht. Ihre erste Stelle als Priesterin war in der Good-Samaritan-Gemeinde in Corvallis (Oregon), wo sie als Assistant Rector eine besondere Verantwortung für den Hispanic-Anteil der Gemeinde trug.
2001 wurde sie zum Amt der Bischöfin von Nevada gewählt und geweiht. Als Folge dieses Ereignisses erhielt sie, wie es der Tradition bei Bischöfen entspricht, den Doktortitel der Theologie (honoris causa) des Priesterseminars, bei dem sie studiert hatte (The Church Divinity School of the Pacific).

## Wahl als Presiding Bishop und Primas

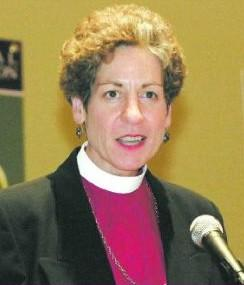
Katharine Jefferts Schori (2008)

Die Episcopal Church traf sich in General Convention in Columbus (Ohio) im Juni 2006. Dort wurde Jefferts Schori am 18. Juni 2006 als Presiding Bishop aus einer Vorschlagsliste mit sieben Kandidaten durch das House of Bishops im fünften Wahlgang gewählt. Sie erhielt 95 der 188 abgegebenen Stimmen. Am gleichen Tag noch bestätigte das House of Deputies, das aus Priestern, Diakonen und Laien besteht, die Wahl des House of Bishops. Jefferts Schori ist die 26. Person, die das Amt des Presiding Bishops innehat, und die erste Frau, die als Primas einer anglikanischen Kirche dient.
Die Wahl von Jefferts Schori wurde als Zeichen der weit verbreiteten Unterstützung in der Episcopal Church für die Bischöfinnenweihe interpretiert. Das Bistum Fort Worth, das damals sogar der Priesterinnenweihe ablehnend gegenüberstand, beantragte nach ihrer Wahl vom Erzbischof von Canterbury und von den anderen Primassen der Anglikanische Kommunion eine „alternative primatial oversight“, eine alternative Aufsichtsform durch einen anderen Primas, obwohl die „Aufsichtsfunktion“ des Presiding Bishops ohnehin nicht sonderlich ausgeprägt ist, in Anlehnung an den Vorschlag des Windsor Reports, nach dem Formen einer alternativen episkopalen Aufsicht angeregt werden. Dies wurde jedoch abgelehnt und der dortige Bischof abgesetzt.
Da Jefferts Schori 2003 als Bischöfin für die Bestätigung der Wahl von Gene Robinson als Bischof von New Hampshire stimmte, ist ihre Wahl als Presiding Bishop in den Augen konservativer Episcopalians eine Bestätigung dafür, dass die Episcopal Church nicht bereit sei, ihre institutionelle Ansichten über die Rolle von Lesben und Schwulen im ordinierten Klerus zu ändern.
Jefferts Schori ist seit 1979 mit Richard Schori, einem emeritierten Professor für Mathematik in Oregon, verheiratet. Sie haben eine erwachsene Tochter, die als Captain in der US-Army dient.

### Bischöfe, die an ihrer Weihe teilnahmen
- Jerry Alban Lamb, Bischof von Nordkalifornien
- Robert Louis Ladehoff, Bischof von Oregon
- Carolyn Tanner Irish, Bischöfin von Utah

Jefferts Schoris Weihe war die 963. Bischofsweihe in der Reihenfolge der US-Episkopalbischöfe. Im Amt folgte ihr am 1. November 2015 Michael Bruce Curry, vormals Bischof von North Carolina.